# Trichochaleponcus fissicirratus
Trichochaleponcus fissicirratus är en mångfotingart som först beskrevs av Carl Graf Attems 1914.  Trichochaleponcus fissicirratus ingår i släktet Trichochaleponcus och familjen Odontopygidae. Inga underarter finns listade i Catalogue of Life.